# Józef Pinior
Józef Pinior (ur. 9 marca 1955 w Rybniku) – polski polityk, prawnik i nauczyciel akademicki, działacz opozycji w okresie PRL, deputowany do Parlamentu Europejskiego VI kadencji oraz senator VIII kadencji, w latach 1998–1999 wiceprzewodniczący Unii Pracy.

## Życiorys

### Wykształcenie i praca zawodowa
Syn Antoniego i Eleonory. W 1978 ukończył studia na Wydziale Prawa i Administracji Uniwersytetu Wrocławskiego. W 1980 został absolwentem Podyplomowego Studium Etyczno-Religioznawczego na UWr. W 1994 ukończył Szkołę Nauk Społecznych przy Instytucie Filozofii i Socjologii PAN. W latach 1993–1994 był stypendystą New School University w Nowym Jorku. Od 1986 do 1989 był doktorantem na Katolickim Uniwersytecie Lubelskim.
W latach 1978–1981 pracował jako tłumacz w Wydziale Operacji Zagranicznych dolnośląskiego oddziału Narodowego Banku Polskiego. W 1989 został pracownikiem naukowym na UWr. Od 1994 jako nauczyciel akademicki związany z Akademią Ekonomiczną we Wrocławiu, a od 1997 także z Wyższą Szkołą Zarządzania i Finansów we Wrocławiu.

### Działalność polityczna w PRL
Od jesieni 1980 działacz NSZZ „Solidarność”; założyciel komitetu pracowniczego we wrocławskim oddziale NBP. Organizował (m.in. z Władysławem Frasyniukiem) struktury „Solidarności” na Dolnym Śląsku. Był członkiem prezydium zarządu regionu związku i jego rzecznikiem finansowym. W 1981 delegat na I Wojewódzki Zjazd Delegatów Regionu Dolny Śląsk oraz delegat na I Krajowy Zjazd Delegatów. 3 grudnia 1981 razem z Piotrem Bednarzem, Stanisławem Huskowskim i Tomaszem Surowcem wypłacił z banku fundusze „Solidarności” (w sumie 80 milionów złotych) i zdeponował je u arcybiskupa Henryka Gulbinowicza. W 1985 w ramach represji politycznych sąd w procesie cywilnym nakazał mu zwrócić tę kwotę.
Po wprowadzeniu stanu wojennego ukrywał się i był poszukiwany listem gończym. Od września 1982 reprezentował Dolny Śląsk w Tymczasowej Komisji Koordynacyjnej. 25 kwietnia 1983 został tymczasowo aresztowany, 24 maja 1984 skazany wyrokiem Sądu Wojewódzkiego we Wrocławiu na 4 lata pozbawienia wolności; już 25 lipca tego samego roku zwolniony na mocy amnestii. W 1984 ogłoszony przez Amnesty International więźniem sumienia. Od 1986 członek jawnej Tymczasowej Rady „Solidarności” utworzonej przez Lecha Wałęsę. Od lipca 1987 rzecznik strony polskiej Kręgu Przyjaciół Solidarności Polsko-Czechosłowackiej. Związany również z Ruchem Wolność i Pokój i Pomarańczową Alternatywą.
W listopadzie 1987 był jednym z założycieli nowej Polskiej Partii Socjalistycznej. Został wiceprzewodniczącym prezydium rady naczelnej partii. Od grudnia 1988 należał do PPS-Rewolucji Demokratycznej, był członkiem rady naczelnej tej partii. Uczestnik manifestacji organizowanych przez PPS i PPS-RD. 5 maja 1988 podjął próbę wzniecenia strajku w DZWME Dolmel, został wówczas tymczasowo aresztowany i oskarżony o napaść na funkcjonariuszy straży przemysłowej, 30 maja zwolniony. 3 października 1988 skazany wyrokiem Sądu Rejonowego dla Dzielnicy Wrocław-Fabryczna na 1 rok pozbawienia wolności z warunkowym zawieszeniem jej wykonania. Po odwołaniu 27 stycznia 1989 Sąd Wojewódzki we Wrocławiu wyrok ten utrzymał w mocy. W 1989 współzałożyciel Solidarności Polsko-Węgierskiej.

### Działalność polityczna w III RP
W lutym 1990 wraz ze swoimi zwolennikami z powodu różnic programowych został usunięty z PPS-RD. W tym samym roku założył trockistowski Socjalistyczny Ośrodek Polityczny. W latach 1996–1999 był członkiem Unii Pracy, w której od 1998 do 1999 pełnił funkcję wiceprzewodniczącego. W wyborach samorządowych w 1998 bez powodzenia ubiegał się o mandat radnego sejmiku dolnośląskiego z listy koalicji Przymierze Społeczne. Od 2002 do 2003 był pełnomocnikiem wojewody dolnośląskiego ds. referendum unijnego, następnie do 2004 pełnomocnikiem tego wojewody ds. europejskich.
W wyborach do Parlamentu Europejskiego w 2004 uzyskał mandat deputowanego do Parlamentu Europejskiego z ramienia Komitetu Wyborczego Socjaldemokracji Polskiej (nie należąc do partii), uzyskując 18 381 głosów w okręgu wyborczym nr 12 (województwa dolnośląskie i opolskie). Został wiceprzewodniczącym Podkomisji Praw Człowieka. W wyborach do Parlamentu Europejskiego w 2009 startował bez powodzenia z pierwszego miejsca Koalicyjnego Komitetu Wyborczego Porozumienie dla Przyszłości – CentroLewica, uzyskując 13 768 głosów.
W wyborach parlamentarnych w 2011 jako bezpartyjny kandydat do Senatu z ramienia Platformy Obywatelskiej uzyskał mandat senatorski, otrzymując 40 703 głosy w okręgu wyborczym nr 2. W Senacie należał do Klubu Parlamentarnego Platformy Obywatelskiej, był członkiem Komisji Praw Człowieka, Praworządności i Petycji oraz Komisji Spraw Unii Europejskiej. W wyborach parlamentarnych w 2015 nie został ponownie wybrany do Senatu, przegrywając z Jarosławem Obremskim. Później zaangażował się w działalność Komitetu Obrony Demokracji.

## Postępowania karne
29 listopada 2016 został zatrzymany przez funkcjonariuszy Centralnego Biura Antykorupcyjnego wraz z grupą innych osób. Prokurator z Prokuratury Krajowej przedstawił mu dwa zarzuty dotyczące popełnienia przestępstw korupcyjnych, do których popełnienia się nie przyznał. Sąd nie uwzględnił wniosku o tymczasowe aresztowanie polityka. 28 lutego 2020 został przez sąd pierwszej instancji nieprawomocnie uznany winnym i skazany na karę wynoszącą 1 rok i 6 miesięcy pozbawienia wolności. Wyrok ten w marcu 2021 Sąd Okręgowy we Wrocławiu utrzymał w mocy. Józef Pinior uzyskał następnie możliwość wykonania tej kary w systemie dozoru elektronicznego. 24 listopada 2022 Sąd Najwyższy oddalił jego kasację w tej sprawie.
30 sierpnia 2021 w odrębnym procesie karnym został nieprawomocnie skazany w pierwszej instancji na karę 1 roku i 6 miesięcy pozbawienia wolności za poświadczanie nieprawdy w oświadczeniach majątkowych. Uniewinniono go w tym postępowaniu natomiast od zarzutu oszustwa. 22 listopada 2022 prawomocnie skazany w tej sprawie za poświadczanie nieprawdy w oświadczeniach majątkowych na karę 8 miesięcy pozbawienia wolności z warunkowym jej zawieszeniem na roczny okres próbny. 
26 lutego 2024 został ponownie zatrzymany przez funkcjonariuszy CBA. Przedstawiono mu kolejne zarzuty korupcyjne związane z powoływaniem się na wpływy wśród urzędników państwowych. Prokurator zastosował wobec niego m.in. dozór policji i zakaz kontaktowania się z określonymi osobami.

## Odznaczenia i upamiętnienie
Ordery i odznaczenia
- Krzyż Komandorski z Gwiazdą Orderu Odrodzenia Polski (2011)[24]
- Złoty Krzyż Zasługi (2003)[25]
- Kawaler Legii Honorowej (Francja, 2015)[26]

Upamiętnienie
W filmie 80 milionów (2011) w postać Józefa Piniora wcielił się aktor Krzysztof Czeczot.